# Relações entre Arábia Saudita e Iémen
As relações entre Arábia Saudita e Iémen são as relações diplomáticas estabelecidas entre o Reino da Arábia Saudita e a República do Iémen. Ambos são vizinhos, com uma extensão de 1.458 km na fronteira entre os dois países.

## História
Historicamente, as relações da Arábia Saudita com o Iémen têm sido problemáticas. Em 1934, Ibn Saud enviou seu exército ao Iémen, em um esforço mal sucedido para conquistar o país. Apesar da hereditária família governante xiita do Iêmen, concentrada no norte, nunca ter perdido sua desconfiança em relação à Ibn Saud, aceitou a ajuda militar de Riyadh após ter sido deposta em um golpe de estado republicano, em 1962. Nos cinco anos seguintes, os sauditas apoiaram os monarquistas iemenitas em sua luta frustrada de recuperar o controle do regime republicano apoiado pelo Egito. Em novembro de 1962, os egípcios tentaram intimidar os sauditas a retirarem o seu apoio, enviando aviões ao sul da Arábia Saudita para bombardear várias cidades, incluindo Abha onde um hospital foi atingido e 36 pacientes foram mortos.
Na sequência do conflito árabe-israelense de junho de 1967, mais conhecido como a Guerra dos Seis Dias, os sauditas e egípcios resolveram as suas diferenças sobre a República Árabe do Iémen; na prática, isto significava que Riyadh aceitava o governo republicano em Sana. As relações aos poucos foram normalizadas, e no final da década 1970, a Arábia Saudita já estava fornecendo ajuda econômica e militar aos iemenitas. No entanto, os sauditas continuavam desconfiados de seu vizinho republicano, e as principais questões pendentes, tais como a demarcação das fronteiras não foram abordadas.

### Intervenção militar saudita

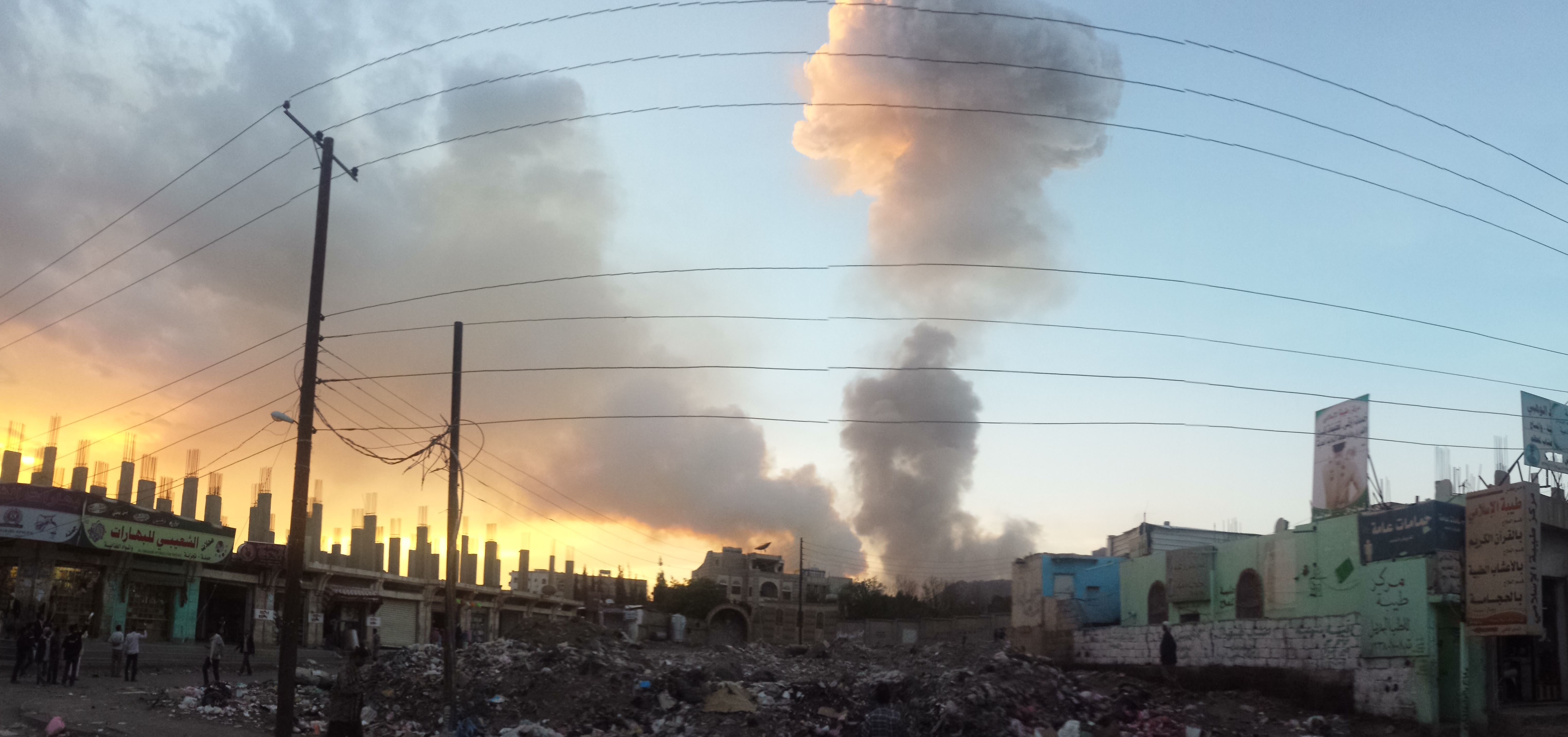
Um bombardeio da Força Aérea da Arábia Saudita em Sanaa, em 2015.

O Iémen enfrenta a sua maior crise em décadas, com a derrubada de seu governo pelos Houthis, um movimento zaidita xiita, o que levou a  uma contraofensiva liderada pela Arábia Saudita. Os combates têm tido consequências humanitárias devastadoras e, em meio a uma briga entre facções, a franquia da Al-Qaeda na Península Arábica capturou extensões do território costeiro. No decorrer do conflito, a Organização das Nações Unidas descreveu a situação humanitária no Iémen como tão grave e complexa em comparação com o Iraque, Sudão do Sul e a Síria. Os combates, e um bloqueio aéreo e naval imposto pela Arábia Saudita, com a intenção de impôr um embargo de armas, trouxe o país à beira da fome.